# Loipothea pulchra
Loipothea pulchra är en insektsart som beskrevs av Rauno E. Linnavuori 1969. Loipothea pulchra ingår i släktet Loipothea och familjen dvärgstritar. Inga underarter finns listade i Catalogue of Life.